# Metzgeria submarginata
Metzgeria submarginata là một loài Rêu trong họ Metzgeriaceae. Loài này được M. L. So mô tả khoa học đầu tiên năm 2002.